# لويس تابان بارني
لويس تابان بارني (بالإنجليزية: Lewis Tappan Barney)‏ هو ضابط أمريكي، ولد في 18 مارس 1844 في بروكلين في الولايات المتحدة، وتوفي في 19 ديسمبر 1904 في إنغليووود في الولايات المتحدة.